# Автошлях E961
Європейський маршрут E 961 — це європейська дорога класу В у Греції, що сполучає місто Триполі — Гітейо.

## Маршрут
- Греція:
  - E65 Триполі
  - Спарті
  - Гітейо